# Francisco de Montesdoca
Francisco de Montesdoca (Utrera, 1516 – 1597) è stato un nobile e militare spagnolo, governatore di Maastricht nei Paesi Bassi spagnoli.
Francisco de Montesdoca è stato un nobile spagnolo e un capitano che all'inizio della guerra degli ottant'anni era Governatore militare di Maastricht a servizio del Re di Spagna. È stato un comandante militare spagnolo durante la rivolta olandese.

## Biografia
La storia del Montesdoca è poco conosciuta. Il 15 settembre 1569, è stato nominato governatore militare di Maastricht dal Duca d'Alba Fernando Álvarez de Toledo. Nel 1572 egli ha costretto la città a un nuovo giuramento di fedeltà, perché vi erano continue proteste per gli oneri di mantenimento della guarnigione spagnola. A poco a poco ha penalizzato la popolazione calvinista di Maastricht divenendo impopolare, permettendo ai soldati spagnoli continue angherie.
In ottobre 1576, durante la ribellione della città di Maastricht contro la sua cittadella fortificata a causa dei continui esosi pagamenti imposti, soldati tedeschi della guarnigione spagnola seguirono gli ordini del Consiglio della città e si misero a riposo. Mentre alcune truppe spagnole si sono attestate su una delle porte, altri sono fuggiti con il comandante della guarnigione de Montesdoca (capitano Martín de Ayala) alla sua piccola fortificazione a Wyck al centro della città di Maastricht, appena attraversato il ponte sul fiume Mosa. Anche se a Montesdoca è stata garantita la sua sicurezza personale durante i negoziati, è stato arrestato durante questa disputa accesa. È stato liberato mentre soldati di rinforzo al comando di Don Alonso de Vargas erano in arrivo da Dalem e quelli attestati a Wyck conquistarono la città. Poche vite di spagnoli erano state perse, i tedeschi si erano scusati, ma hanno dovuto accamparsi nei villaggi vicini.
La furia spagnola di ottobre 1576 si riferisce alla conseguente punizione della città, con un bagno di sangue e saccheggio.
Dopo la Pacificazione di Gand la guarnigione spagnola in aprile 1577 ha dovuto lasciare Maastricht per ordine del governatore Don Giovanni d'Austria, con il consenso di re Filippo II, Montesdoca è stato sostituito da Arnold Huyn II di Amstenrade, signore di Geleen. Dopo il violentissimo assedio di Maastricht e la sua resa ad Alessandro Farnese duca di Parma, nel giugno 1579 è stato di nuovo per un paio di mesi governatore di Maastricht.